# Пік-Пік
«Пік-Пік» (фр. Pouic-Pouic) — французька кінокомедія з Луї де Фюнесом у головній ролі. Фільм знятий за мотивами п'єси Жака Вільфріда та Жана Жиро «Без церемоній».

## Сюжет
Патрицію (Мірей Дарк), дочку брокера Леонара Монестьє (Луї де Фюнес), дуже наполегливо вмовляє вийти за нього заміж багатий сусід Антуан (Гі Трежан). Він обсипає її подарунками, незважаючи на те, що щоразу отримує свої подарунки назад. Терпінню Патриції приходить кінець, коли вона отримує в подарунок автомобіль. Щоб раз і назавжди позбутися надокучливого шанувальника, вона вирішує «вийти заміж», вірніше, зробити вигляд, що одружилася. Роль фіктивного чоловіка вона пропонує молодому і привабливому працівнику гаража на ім'я Сімон Гільбо (Філіп Ніко), який доставив їй автомобіль. Він погоджується. Тим часом батьки Патриції перебувають у Парижі. Її батько грає на курсах акцій на біржі. Того ж дня на біржі крутиться підозрілий тип із Південної Америки Альдо Козеліні, який пропонує простакам купити землю з нафтовими родовищами. Але охочих немає, оскільки репутація в Альдо досить сумнівна. Тим не менш, йому вдається продати землю нікому іншому, як дружині Леонара — Синтії Монестьє (Жаклін Майан), яка саме шукала подарунок чоловікові до дня народження. Удома Леонар дізнається про угоду і вирішує будь-що позбутися землі. Кому ж її продати? На роль жертви він обирає Антуана, закоханого в його дочку, і запрошує його на вікенд. Антуан відразу вирушає до них, а Леонара чекає другий удар: він дізнається, що Патриція вже одружена. Місьє Монестьє вирішує видати Сімона за свого сина Поля, брата Патриції, який зараз перебуває в Бразилії, і вмовляє «зятя» зіграти пропоновану роль.
Пік-Пік — прізвисько ручного півня мадам Синтії Монестьє, якого ніхто не любить, але всі змушені терпіти.

## У ролях
| Актор          | Роль              |
| -------------- | ----------------- |
| Луї де Фюнес   | Леонард Монестьє  |
| Мірей Дарк     | Патриція Монестьє |
| Жаклін Майлан  | Синтія Монестьє   |
| Роджер Дюма    | Пол Монестьє      |
| Гі Трежан      | Антуан            |
| Філіп Ніко     | Саймон Гільбо     |
| Крістіан Марін | Шарль             |